# 比特兴巴赫湖

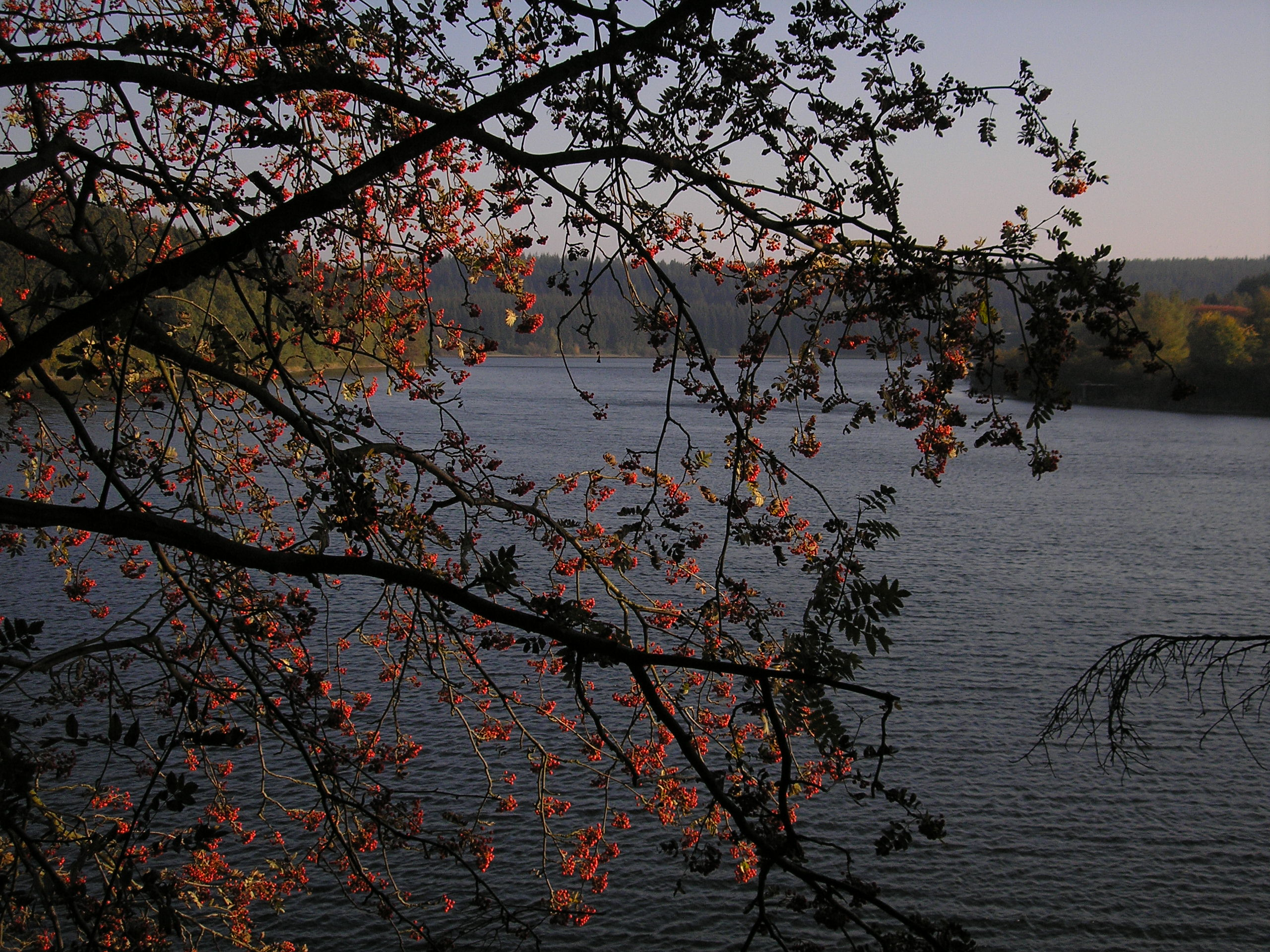

50°25′39″N 06°13′40″E / 50.42750°N 6.22778°E
比特根巴赫湖（德語：Bütgenbacher See）是比利時瓦隆大區列日省的人工湖，始建於1932年，長3公里、寬0.5公里，面積1.2平方公里，海拔高度550米，蓄水量1億立方米，是熱門的旅遊地點。

## 外部連結
- Website of the municipality of Bütgenbach